# Morinda turbacensis
Morinda turbacensis là một loài thực vật có hoa trong họ Thiến thảo. Loài này được Kunth mô tả khoa học đầu tiên năm 1819.